# 柳家三三
柳家 三三（やなぎや さんざ、1974年7月4日 - ）は、神奈川県小田原市出身の落語家。落語協会所属、同協会理事。本名∶蛭田 健司。出囃子は『京鹿子娘道成寺』または『花咲か爺さん』。愛称はミミちゃん。
かつては「柳家さん三」という名前があった。

## 経歴
小学校1年生の時に、初めてテレビで落語（廓噺）を見て強い興味を覚える。中学生になって東京の寄席に通うようになる。勉強が大嫌いで、どうしたら勉強しなくて済むか学校に行かなくて済むかを考えて落語家を志す。入門に関しては、「フィーリング（後光）」を感じて中学2年の時に十代目柳家小三治に頼みに行って一度「高校ぐらいでなくちゃ」と断られ、高校卒業後の1993年（平成5年）3月に再度小三治の門を叩き入門を許される。同年5月に楽屋入りし、前座となった。前座名は「小多け」。初高座は同年10月、新宿末広亭において『道灌』を演じたとなっているが、本人曰く「実は9月の浅草演芸ホールで他の先輩前座の代理として上がっており、本当の初高座はその時に演じた『道灌』である」と桂米助との対談で語っている。
二ツ目昇進は1996年で、名を「三三」に改めた。平均して1日1席以上、7席やったこともあり、2005年（平成17年）は430高座こなした。また師匠小三治によると落研など天狗連での経験が一切なく、小三治による純粋培養ともいわれている。
2006年（平成18年）1月に四派の若手同士で『平成噺し座』を旗揚げする。同年柳家獅堂、林家久蔵、六代目柳亭左龍、三代目柳家甚語楼と共に真打昇進。3月をもって噺し座卒業生第1号となった。

## 芸歴
- 1993年
  - 3月 - 十代目柳家小三治に入門。
  - 5月 - 楽屋入り、前座名「小多け」。
- 1996年5月 - 二ツ目昇進、「三三」と改名。
- 2006年3月 - 真打昇進。

## 役職
- 2020年∶落語協会理事に就任

## 活動
2007年（平成19年）公開の青春映画「しゃべれどもしゃべれども」（平山秀幸監督、佐藤多佳子原作）にて落語家役で主演した国分太一（TOKIO）に稽古をつけている。稽古を付けたネタは『火焔太鼓』『まんじゅうこわい』。
最近は、大阪の桂吉弥との二人会を行なっている。2013年（平成25年）には柳家喬太郎との二人会を1月20日に、柳家喬太郎・桃月庵白酒との三人会を6月2日に行った。3日後の6月5日、東京お台場のライブハウス"Zepp DiverCity"で開催された初の落語会に喬太郎・白酒とともに出演している。
2010年より小学館のビッグコミックオリジナルで連載された落語漫画『どうらく息子』（尾瀬あきら）の落語監修を担当。
2013年3月12日～4月27日、全国47都道府県を47日間で回るという落語独演会の全国ツアー『三三五五四七 ～柳家三三 ＧＯ !ＧＯ ! 四十七都道府県～』を開催、全日程を無事完走した。
2017年は、2010年～2011年に横浜にぎわい座・2016年にイイノホールで口演された『嶋鵆沖白浪（しまちどりおきつしらなみ）』6か月全部12話連続口演ツアーを、大阪・名古屋・福岡の3都市で開催。
三遊亭白鳥から新作落語「任侠流れの豚次伝」の稽古を受け、2018年には、前年に横浜にぎわい座で連続口演した「豚次伝」シリーズ全10話5回公演を演じる全国ツアーを4都市（大阪・名古屋・広島・福岡）で開催。
2020年3月13日に予定していた月例独演会「月例 三三独演」が新型コロナ感染予防のため中止になったことを受け、同日からyoutubeチャンネル「三三のおすそわけ」で、「簡素な機材（本人のツイッターでの言）」と最低限のスタッフによる独演会配信をスタートさせた。5月までは月数回youtubeでの落語一席無料配信を続け（アーカイブ無し）、6月からはイープラスによるstreaming+を利用しての有料「月例 三三独演 ライブ配信」を月一回行っている。チケット購入者には翌日までのアーカイブ視聴とともに、登録住所に柳家三三手書き原稿による「当日プログラム」がハガキで送付される。テーマ曲の作曲は真島昌利。
2023年2月から、立川談春と組んで「俺たちの円朝を聴け！ 牡丹灯籠」全国ツアーを行う。

## 演目

### 古典
- 今戸の狐
- 鰻の幇間
- 阿武松
- お化け長屋
- 御神酒徳利
- 火焔太鼓
- 加賀の千代
- 景清
- 笠碁
- 鰍沢
- 火事息子
- 蛙茶番
- 五目講釈
- 三軒長屋
- 三人旅
- 締め込み
- 三味線栗毛
- 芝浜
- 崇徳院
- 千両蜜柑
- 粗忽の釘
- 田能久
- 団子坂奇談
- 茶の湯
- 転宅
- 富久
- 茄子娘
- 夏の医者
- 廿四孝
- 猫定
- 鼠穴
- 寝床
- 花見小僧
- 花見の仇討
- 浜野矩随
- 百年目
- 不孝者
- 不動坊
- 船徳
- 文七元結
- 妾馬
- 宿屋の仇討
- 山崎屋
- 雪とん
- 夢金
- ろくろ首

#### 廓噺
- 明烏
- 幾代餅
- 居残り佐平次
- お茶汲み
- 三枚起請
- 品川心中
- 錦の袈裟
- 文違い

#### 政談
- 小間物屋政談
- 五貫裁き
- 三方一両損
- 鹿政談
- 大工調べ
- 唐茄子屋政談

#### 怪談
- 乳房榎
- 死神
- 豊志賀の死
- 年枝の怪談

### 自作
- 芝のたらい

### 三遊亭白鳥作
- 殿様と海
- 任侠流山動物園
  - 第一話「豚次誕生秩父でブー！」
  - 第二話「掛け取り上野動物園」
  - 第三話「流山の決闘」
  - 第四話「雨のベルサイユ」
  - 第五話「天王寺代官切り」
  - 第六話「男旅牛太郎」
  - 第七話「悲恋かみなり山」
  - 第八話「チャボ子絶唱」
  - 第九話「人生鳴門劇場」
  - 第十話「金比羅ワンニャン獣の花道」
- メルヘンもう半分

### その他
- ハワイの雪（柳家喬太郎作）

## 受賞歴
- 1999年：第9回北とぴあ若手落語競演会「大賞」受賞[12]
- 2002年：平成13年度にっかん飛切落語会若手落語家「努力賞」受賞[3][13]
- 2003年：平成14年度にっかん飛切落語会若手落語家「奨励賞」受賞[3][13]
- 2004年：平成15年度にっかん飛切落語会若手落語家「大賞」受賞[3][13]
- 2005年：平成16年度花形演芸大賞[銀賞]受賞、平成16年度にっかん飛切落語会 若手落語家「奨励賞」受賞[13]
- 2006年：平成17年度にっかん飛切落語会 若手落語家「奨励賞」受賞[13]、第11回 林家彦六賞受賞[3]
- 2007年：平成19年度（第62回）文化庁芸術祭大衆芸能部門「新人賞」受賞[3]
- 2008年：平成19年度「彩の国落語大賞」受賞
- 2009年：平成20年度「花形演芸大賞」金賞受賞、第58回 神奈川文化賞未来賞＜芸能＞部門 受賞
- 2010年：平成21年度「花形演芸大賞」大賞受賞、毎日放送『情熱大陸』に出演[3]
- 2016年：芸術選奨新人賞（大衆芸能部門）受賞

## 弟子

### 廃業
- 柳家小かじ - 八代目春風亭柳橋門下へ移籍

## 出演

### テレビ
- おかあさんといっしょ（NHK教育テレビ）内アニメ「パンツぱんくろう」せんたこはっちゃん役[12]
- トップをねらえ2!（2005年）落語家役
- 情熱大陸（MBSテレビ、2010年12月19日）
- オデッサの階段（フジテレビ、2013年2月14日）
- BAZOOKA!!! 「ヤングのための落語ニュースクール」（BSスカパー、2015年12月7日）
- 超入門！ 落語 THE MOVIE（NHK総合、2016年 -2018年）
- スーパープレミアム　スペシャルドラマ『マリオ～AIのゆくえ～』（NHKBSプレミアム、2018年10月13日）
- 小林賢太郎テレビ10“X”（NHKBSプレミアム、2019年1月19日）[14]＊語り
- 『密着ドキュメンタリー 人間国宝 柳家小三治』（テレビ北海道、2019年3月21日）
- クイズ！脳ベルSHOW（BSフジ、2019年7月8日・9日）
- ららら♪クラシック（NHKEテレ、2019年11月8日）
- 語落（フジテレビ、2020年6月6日）「やかん」＊web配信未収録
- ウラ飯や！（テレビ朝日、2022年4月9日）
- 小山薫堂 東京会議 第333回 生放送スペシャル（BSフジ、2023年4月16日）

### ラジオ
- 小痴楽の楽屋ぞめき（2023年5月14日、NHKラジオ第一）- ゲスト

### 映画
- しゃべれども しゃべれども（2007年5月、平山秀幸監督、アスミック・エース）＊落語監修
- 小三治（2009年2月、康宇政監督、ドキュメンタリー映画『小三治』上映委員会）

### 舞台
- イキウメの金輪町コレクション・丙プログラム（2021年2月、東京芸術劇場） - 金輪亭髪切 役

### ＣＭ
- 日本マクドナルド「あんこパイ」（2015年9月 - 10月）[15]

### 連載
- 「僕をオトナにしたクラシック」（カンフェティ、2017年4月 - ）[16]
- 「今日も落語日和」（クロワッサン、2018年5月 - ）[17]

### 著書
- 「前略、高座から--。」 三栄 2020年11月 ISBN 978-4779642609

## 趣味
講談を聴くこと。たまに稽古もする。
大の甘党でもあり、全国各地の銘菓にも詳しい。『男子スイーツ塾！』（柴田書店MOOK、2013年2月）では、津田陽子の指導のもとガトーショコラとクリームチーズケーキを作っている。